# Халмешд (комуна)
Халмешд (рум. Halmășd) — комуна у повіті Селаж в Румунії. До складу комуни входять такі села (дані про населення за 2002 рік):
- Алеуш (346 осіб)
- Дрігіу (478 осіб)
- Фуфез (17 осіб)
- Халмешд (1170 осіб) — адміністративний центр комуни
- Черіша (606 осіб)

Комуна розташована на відстані 406 км на північний захід від Бухареста, 34 км на захід від Залеу, 87 км на північний захід від Клуж-Напоки.

## Населення
За даними перепису населення 2002 року у комуні проживали 2617 осіб.
Національний склад населення комуни:
| Національність | Кількість осіб | Відсоток |
| -------------- | -------------- | -------- |
| румуни         | 2274           | 86,9%    |
| цигани         | 298            | 11,4%    |
| словаки        | 40             | 1,5%     |
| угорці         | 4              | 0,2%     |
| німці          | 1              | < 0,1%   |

Рідною мовою назвали:
| Мова      | Кількість осіб | Відсоток |
| --------- | -------------- | -------- |
| румунська | 2568           | 98,1%    |
| словацька | 40             | 1,5%     |
| циганська | 5              | 0,2%     |
| угорська  | 4              | 0,2%     |

Склад населення комуни за віросповіданням:
| Релігія        | Кількість осіб | Відсоток |
| -------------- | -------------- | -------- |
| православні    | 2448           | 93,5%    |
| греко-католики | 109            | 4,2%     |
| римо-католики  | 43             | 1,6%     |
| п'ятдесятники  | 5              | 0,2%     |
| баптисти       | 5              | 0,2%     |
| реформати      | 4              | 0,2%     |
| адвентисти     | 2              | 0,1%     |
| атеїсти        | 1              | < 0,1%   |